# Fernand Brichant
Fernand Brichant (1er février 1895 - 21 août 1960) fut un footballeur international belge. Évoluant au poste de gardien de but, il défendit les couleurs du Racing CB.
Il a été sélectionné deux fois en équipe nationale.
Il est le père de Jacky, un des meilleurs joueurs de l'Histoire du tennis belge, avant « l'ère Open » (années 1950).

## Carrière
Brichant débuta très jeune (18 et quelques mois) dans l'équipe première du Racing CB.

## International
F. Brichant porta deux fois le maillot de l'équipe nationale belge au début de l'année 1914. Comme pour beaucoup de joueurs de sa génération, l'éclatement du conflit l'empêcha de pouvoir avoir une carrière plus complète.